# Hubble Deep Field

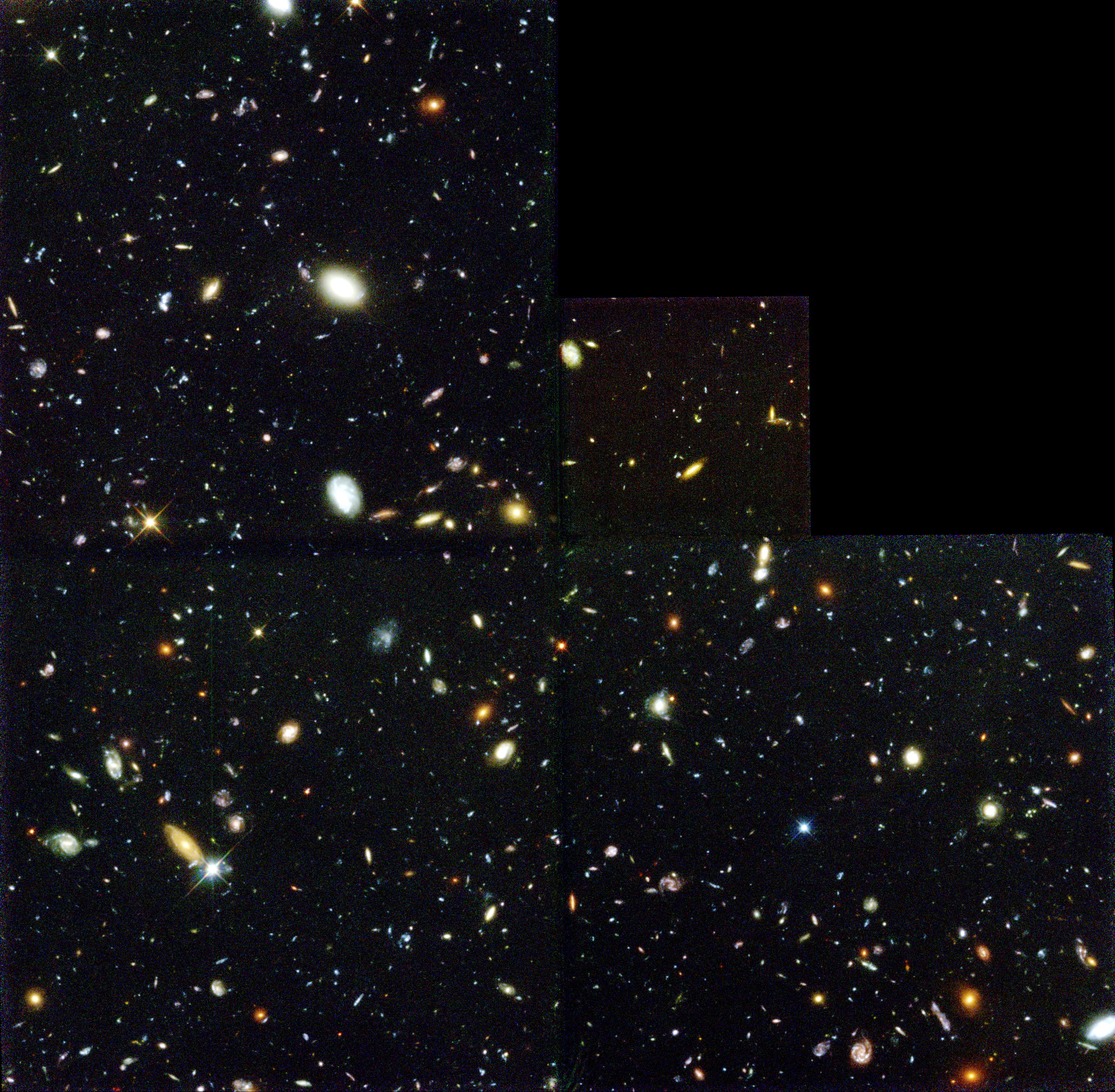
Hubble Deep Field

Hubble Deep Field (HDF) är en bild av en liten region i stjärnbilden Stora björnen, baserad på resultaten av en serie observationer gjorda av Hubbleteleskopet. Den täcker ett område på 156 bågsekunder, samma storlek som en tennisboll sedd på 100 meters avstånd. Bilden byggdes av totalt 342 separata exponeringar med teleskopets Wide Field and Planetary Camera 2 under tio varandra följande dagar mellan den 18 december och 28 december 1995.
Tre år efter att bilden togs, tog man på liknande vis en bild på en region av himlens södra hemisfär. Man fick då fram en bild som sedan kallades för Hubble Deep Field South. Likheterna mellan de två regionerna stärkte uppfattningen att universum är enhetlig över stora skalor och att jorden befinner sig i en ganska vanlig region i universum. 
Under år 2004 tog man ännu en bild, denna gång ännu djupare. Denna bild är känd som Hubble Ultra Deep Field och bilden skapades efter en 11 dagar lång observation av himlen. Hubbles Ultra Deep Field astronomiska bild är den bästa bild man har av universum, tagen i synligt ljus.

## Hubbleteleskopets huvudsyfte
Ett av de viktigaste målen för de astronomer som designade rymdteleskopet Hubbleteleskopet var att använda Hubbles höga optiska upplösning för att studera avlägsna galaxer till en detaljnivå som inte var möjligt från marken. Eftersom Hubbleteleskopet befinner sig ovanför atmosfären, undviker det störningar från jordens atmosfär. Detta gör det möjligt att ta ännu bättre bilder i synligt ljus men även ultraviolett ljus. Hubbleteleskopet kan då se mer än markbaserade teleskop. 
Teleskopet hade dock lite problem med sfärisk aberration då det sköts upp år 1990. Ändå lyckades det ta bra bilder. Detta problem korrigerades sedan av STS-61 teamet år 1993.

## Val av område

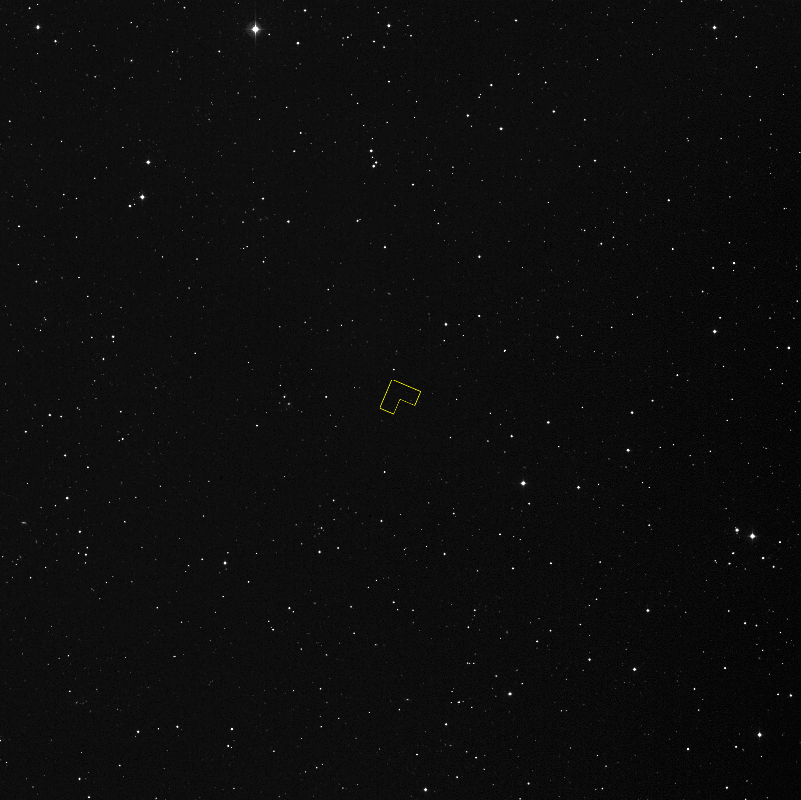
Hubbleteleskopet observerade det markerade området och fick fram HDF

Innan man fotograferade himlen så behövdes ett antal kriterier uppfyllas. Området var tvunget att befinna sig över en hög galaktisk altitud eftersom bland annat damm som är i samma plan som Vintergatans skiva förhindrar observationer av avlägsna galaxer på låga galaktiska breddgrader. Observationsområdet skulle vara fritt från störande ljus från till exempel stjärnor, men även IR-, ultraviolett- och röntgenstrålning. Detta för att underlätta senare studier vid olika våglängder i det valda området.

## Observationer
När ett område hade valts behövdes en strategi för att detta skulle genomföras. Forskarna behövde bland annat veta vilket filter som skulle användas till fotot. Hubbles Wide-Field Planetary Camera 2 skulle ta fotot med sina filter. Denna kamera har fyrtioåtta filter, inklusive ett flertal smalbandsfilter som har förmågan att isolera särskilda spektrallinjer av astrofysikaliskt intresse. Kameran har även filter som är användbart när en stjärnas eller galax färger behöver observeras.
I slutändan valdes fyra bredbandsfilter som kunde ta emot ljus i våglängderna 300 nm (nära-ultraviolett), 450 nm (blått ljus), 606 nm (rött ljus) och 814 nm (nära infrarött). Olika våglängder ger olika information om himlakroppen som studeras.
Mellan 18 och 28 december 1995, under vilken tid Hubble kretsade runt jorden omkring 150 gånger, togs 342 bilder av området som hade blivit valt. Den totala exponeringen vid varje våglängd var 42,7 timmar (300 nm), 33,5 timmar (450 nm), 30,3 timmar (606 nm) och 34,3 timmar (814 nm). Tiderna var fördelade på 342 enskilda exponeringar. Detta gjordes för att kunna avlägsna störningar av kosmisk strålning från enskilda bilder. Strålningen orsakade bland annat ljusa ränder när de träffade CCD-detektorerna.

## Bearbetning av data

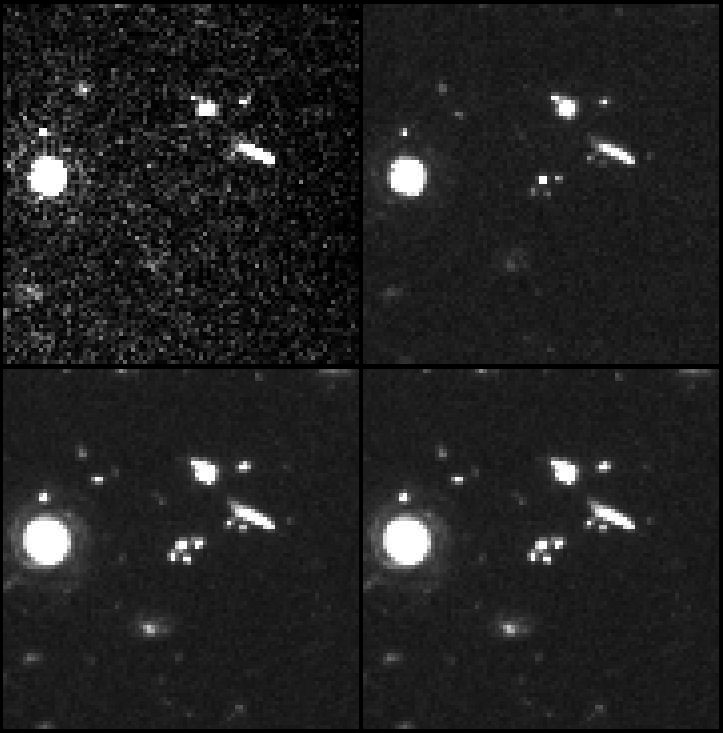
Bilder tagna i olika våglängder.

Framställningen av en slutligt kombinerad bild av varje våglängd var en komplicerad process. Ljusa pixlar som orsakas av kosmisk påverkan under exponeringarna togs bort genom att jämföra exponeringarna av samma längd som vidtagits efter varandra, och identifiera pixlar som drabbades av kosmisk strålning i en av exponeringarna men inte den andra. Man kunde även se spår av satelliter och rymdskrot på bilderna. Dessa redigerades sedan bort. Utspritt ljus från jorden var också tydligt i ungefär en fjärdedel av alla bilder. Ljuset skapade ett synligt "X" på varje bild. Detta togs bort genom att ta en bild som hade ett "x", och rikta in den mot en opåverkad bild. Dessa subtraherades sedan från varandra och gav en godkänd bild. Denna procedur tog bort nästan allt spritt ljus som kunde ses på de "skadade" bilderna. Man var tvungen att korrigera hela 342 bilder för att sedan ta nästa steg inom denna process. 
Databehandlingen gav fyra svartvita bilder (vid 300 nm, 450 nm, 606 nm och 814 nm), en på varje våglängd. En bild utsågs till rött (814 nm), det andra som grönt (606 nm) och den tredje som blått (450 nm). De tre bilderna kombinerades sedan för att ge en färgbild.
Eftersom våglängder där bilderna togs inte motsvarar de riktiga våglängdera av rött, grönt och blått ljus, var färgerna i den slutliga bilden bara ungefärliga. Galaxernas riktiga bilder ser annorlunda ut i verkligheten. Men eftersom Hubbleteleskopet används i vetenskapligt syfte spelade inte detta lilla "fel" någon stor roll.

## Det HDF-bilden visade
Den slutliga bilden släpptes vid ett möte i American Astronomical Society i januari 1996. Det bilden visade en mängd avlägsna och ljussvaga galaxer som aldrig tidigare hade skådats. Ca 3 000 olika galaxer kunde identifieras i bilderna. Dessa galaxer var både oregelbundna- och spiralgalaxer. Dessa syntes tydligt, även om vissa galaxer i området bara är några pixlar stora.
Det finns omkring femtio blå punkt-lika objekt på HDF. Många verkar vara förknippade med närliggande galaxer vilka tillsammans bildar kedjor och bågar, dessa kan sannolikt vara regioner av stjärnbildning. Andra kan vara avlägsna kvasarer. Vissa astronomer trodde även att dessa blåa punkter kunde vara vita dvärgar, eftersom vita dvärgar blir blåaktiga i färgen ju äldre de blir. Efter senare observationer kom man fram till att punkterna på bilden faktiskt var vita dvärgar (se vit dvärg).

## Vetenskapligt resultat

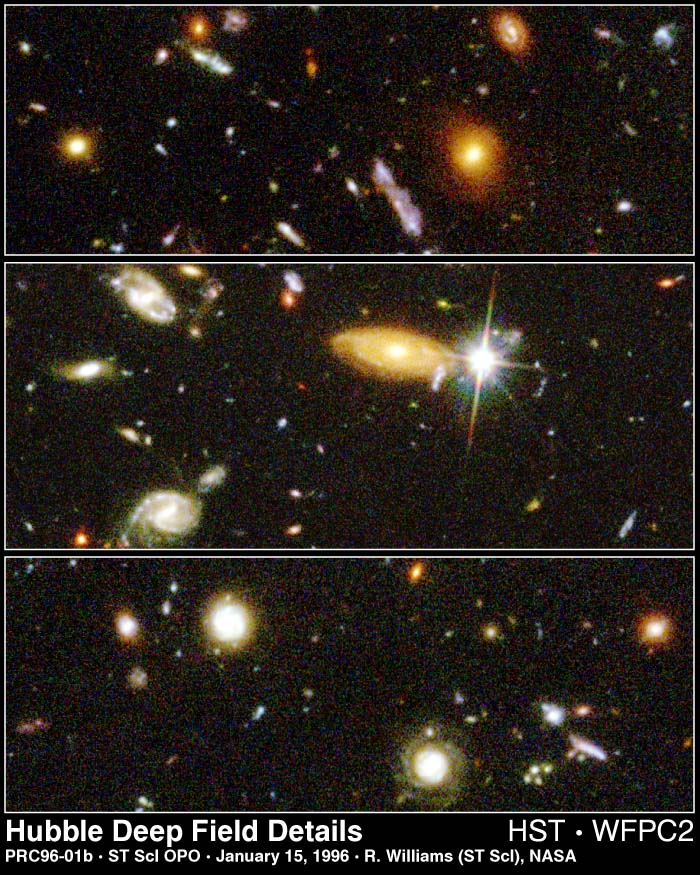
Variationen av galaxer i universum.

Data från HDF gav mycket material som forskare kunde använda och i slutet av 2008 hade ca 800 citeringar gjorts om bilden. Ett av de mest grundläggande resultaten var upptäckten av hög rödförskjutning hos ett stort antal galaxer. Eftersom universum expanderar, avlägsnar sig fler objekt från jorden. Detta sker i snabb takt och kallas Hubble-flöde. Ljuset från mycket avlägsna galaxer påverkas märkbart av den kosmologiska rödförskjutningen.
Kvasarer med stor rödförskjutning var tidigt kända, däremot var bara en galax med rödförskjutning känd innan HDF. HDF innehöll sex galaxer med rödförskjutning. Dessa ligger på en avstånd som är ca 12 miljarder ljusår. HDF innehöll en betydlig större andel oregelbundna galaxer än den "lokala universum", kollisioner och fusion mellan galaxer var vanligare då universum var ungt. Den stora variationen av unga och gamla galaxer lät även astronomer uppskatta hur snabbt olika stjärnor har utvecklats. Man kom fram till att flest stjärnor bildades då universum var 8–10 miljarder år gammalt.
Ett annat viktigt resultat från HDF var det lilla antalet stjärnor som ligger i förgrunden som vara synliga. Astronomer har i flera år varit förbryllade över mörk materia. Denna materia går inte att detektera, men man har genom observationer kommit fram till att 85 % av universums massa är mörk materia.

## Senare HST observationer
En HDF-motsvarighet på södra himmelska halvklotet skapades 1998 vilken kallades "the HDF-South". Man använde samma metoder som då HDF-bilden togs. HDF-S var väldigt lik HDF, och detta gav stöd för att universum i största skala är homogent. 
När man fotograferade HDF-s använde man Hubbles Space Telescope Imaging Spectrograph (STIS) och the Near Infrared Camera and Multi-Object Spectrometer (NICMOS). Dessa instrument installerades på Hubble 1997. Hubble Deep Field har sedan åter observerats flera gånger med WFPC2, liksom av NICMOS och STIS-instrumenten. Man upptäckte då nya supernovor genom att jämföra de nytagna bilderna med de gamla HDF-N. 
Man har även observerat universum igen och fått fram en ny bild som heter the Hubble Ultra Deep Field. Denna är den mest känsliga optiska deep field bilden hittills.